# Haʻafeva
Haʻafeva ist eine kleine Insel im Haʻapai-Archipel von Tonga und die Hauptinsel der Lulunga-Inselgruppe. Die Siedlung auf der Insel wird gewöhnlich Kolongatata genannt, eine Umschreibung im Tonganischen für die starken Winde, die hier vorherrschen. Die Siedlung ist in die Wohngebiete Hahake, Hihifo, Tuʻa Kolo, Loto Kolo und Uta unterteilt. Die Insel hat ungefähr 200 Einwohner.

## Geographie
Haʻafeva liegt etwa 40 km südwestlich von Pangai im Haʻapai-Archipel. Im Umkreis der Inselgruppe Lulunga liegen die kleineren Inselchen Fono i Mukka, Kolo (Ogoroo), Letteoo Rock, Fetoa, Matuku und in weiterem Abstand nach Westen Kotu und Putuputua. Die Insel selbst hat einen etwa bohnenförmigen Grundriss und wird nach Nordosten von einem Saumriff abgeschlossen, welches sich nach Südosten zieht und dabei drei der nächstgelegenen Inselchen einschließt.

## Geschichte
Die Insel ist der Herrschaftssitz der Häuptlingslinie der Tuʻuhetoka, (heute mit den Lasike verbunden). Moatunu, einer der Ahnen rettete Tāufaʻāhau I. in einer entscheidenden Schlacht das Leben und den Sieg (Battle of Velata (Haʻapai), 1826). Er unterstützte Tāufaʻāhau gegen Laufilitonga, den letzten Tuʻi Tonga, nachdem umfassende Überzeugungsarbeit geleistet werden musste. Moatunu war ursprünglich mit Laufilitonga verbündet, aber als Moatunus Schwester drohte selbst in den Krieg zu ziehen, ließ er sich überzeugen und gab seine Loyalität gegen Laufillitonga auf. Als Tāufaʻāhau in der Schlacht mehrfach am Kopf getroffen worden war und bewusstlos am Boden lag, wehrte Haʻafeva alle Angreifer ab, bis Tāufaʻāhau sein Bewusstsein wiedererlangte. Er erhielt später den Namen „Tuʻu-he-toka“ (übertr.: „Stehend während der Häuptling schläft“). An dieser Bezeichnung kann man die Eigenheiten und Abstufungen der Sprache gut zeigen: Wenn Tāufaʻāhau ein gewöhnlicher Krieger gewesen wäre, hätte der Name heißen müssen: „tuʻu-he-mohe“; wäre er zu dieser Zeit bereits König gewesen,  hätte der Name „tuʻu-he-tōfā“ geheißen.
In der Umgebung der Insel ereignete sich 1789 auch die Meuterei auf der Bounty.

## Archäologie
Auf Haʻafeva gibt es eine  Ausgrabungsstätte, die nach Mele Havea, dem Bewohner des nächstgelegenen Hauses, benannt ist. Man hat dort zwischen 1996 und 1997 hunderte von frühen Eastern Lapita-Tonscherben gefunden, zusammen mit anderen Artefakten. Radiokarbon-Untersuchungen lassen auf einen Herstellungszeitraum vor 2690 bis 2490 Jahren schließen.

## Persönlichkeiten
- ʻAta Maama Tu'utafaiva (* 1997), Leichtathletin